# Wereldkampioenschappen roeien 2024
De wereldkampioenschappen roeien 2024 werden van 18 tot en met 25 augustus 2024 gehouden in St. Catharines, Canada. Omdat deze editie van het toernooi in een Olympisch jaar plaatsvond stonden er uitsluitend niet-olympische onderdelen op het programma. Het seniorentoernooi werd dit jaar gecombineerd met de roeikampioenschappen onder 23 jaar en onder 19 jaar. De wedstrijden vonden plaats op de Royal Canadian Henley Rowing Course.

## Medaillewinnaars

### Mannen
| Bootklasse              | Goud                                                                                            | Goud    | Zilver                                                                     | Zilver          | Brons                                                         | Brons           |
| Lichte skiff LM1x       | Paul O'Donovan                                                                                  | 6.49,68 | Antonios Papakonstantinou                                                  | 6.51,90         | Niels Torre                                                   | 6.52,64         |
| Lichte twee zonder LM2- | Oostenrijk Konrad Hultsch Paul Ruttmann                                                         | 6.34,78 | Paraguay Matías Ramírez Alberto Portillo                                   | 6.42,54         | Moldavië Nichita Naumciuc Dmitrii Zincenco                    | 6.44,57         |
| Lichte dubbel vier LM4x | Mexico José Navarro Marco Antonio Velázquez Ugalde Miguel Carballo Nieto Rafael Mejía Gutiérrez | 5.47,39 | Verenigde Staten James McCullough Casey Howshall Ian Richardson Jasper Liu | 5.47,74         | Duitsland Tim Streib Moritz Marchart Fabio Kress Joachim Agne | 5.50,52         |
| Para-roeien             |                                                                                                 |         |                                                                            |                 |                                                               |                 |
| Para twee-zonder PR3M2- | Italië Luca Conti Igor Zappa                                                                    | 7.29.26 | Niet uitgereikt                                                            | Niet uitgereikt | Niet uitgereikt                                               | Niet uitgereikt |

### Vrouwen
| Bootklasse             | Goud                                     | Goud    | Zilver                                 | Zilver  | Brons            | Brons           |
| Lichte skiff LW1x      | Ionela Cozmiuc                           | 7.29,92 | Zoi Fitsiou                            | 7.31,65 | Siobhán McCrohan | 7.32,94         |
| Lichte dubbeltwee LW2x | Polen Jessika Sobocińska Katarzyna Wełna | 7.17,02 | Peru Alessia Palacios Valeria Palacios | 7.28,07 | niet uitgereikt  | niet uitgereikt |

## Medaillespiegel
| Plaats | Land             | Goud | Zilver | Brons | Totaal |
| 1      | Ierland          | 1    | 0      | 1     | 2      |
| 1      | Italië           | 1    | 0      | 1     | 2      |
| 3      | Oostenrijk       | 1    | 0      | 0     | 1      |
| 3      | Mexico           | 1    | 0      | 0     | 1      |
| 3      | Polen            | 1    | 0      | 0     | 1      |
| 3      | Roemenië         | 1    | 0      | 0     | 1      |
| 7      | Griekenland      | 0    | 2      | 0     | 2      |
| 8      | Paraguay         | 0    | 1      | 0     | 1      |
| 8      | Peru             | 0    | 1      | 0     | 1      |
| 8      | Verenigde Staten | 0    | 1      | 0     | 1      |
| 11     | Duitsland        | 0    | 0      | 1     | 1      |
| 11     | Moldavië         | 0    | 0      | 1     | 1      |
| Totaal | Totaal           | 6    | 5      | 4     | 15     |

Edities

1962 Luzern · 
1966 Bled · 
1970 St. Catharines · 
1974 Luzern · 
1975 Nottingham · 
1976 Villach · 
1977 Amsterdam · 
1978 Hamilton (alleen zwaar) · 
1978 Kopenhagen (alleen licht) · 
1979 Bled · 
1980 Hazewinkel · 
1981 München · 
1982 Luzern · 
1983 Duisburg · 
1984 Montréal · 
1985 Hazewinkel · 
1986 Nottingham · 
1987 Kopenhagen · 
1988 Milaan · 
1989 Bled · 
1990 Lake Barrington · 
1991 Wenen · 
1992 Montréal · 
1993 Račice · 
1994 Indianapolis · 
1995 Tampere · 
1996 Motherwell · 
1997 Aiguebelette · 
1998 Keulen · 
1999 St. Catharines · 
2000 Zagreb · 
2001 Luzern · 
2002 Sevilla · 
2003 Milaan · 
2004 Banyoles · 
2005 Gifu · 
2006 Eton · 
2007 München · 
2008 Ottensheim · 
2009 Poznań · 
2010 Hamilton · 
2011 Bled · 
2012 Plovdiv · 
2013 Chungju · 
2014 Amsterdam ·
2015 Aiguebelette ·
2016 Rotterdam ·
2017 Sarasota ·
2018 Plovdiv ·
2019 Ottensheim ·
2020 Bled ·
2021 Shanghai ·
2022 Račice ·
2023 Belgrado ·
2024 St. Catharines ·
2025 Shanghai · 
2026 Amsterdam

Onderdelen

Skiff · 
Lichte skiff · 
Dubbel twee · 
Lichte dubbel twee · 
Twee zonder · 
Lichte twee zonder · 
Twee met

Dubbel vier · 
Dubbel vier met · 
Lichte dubbel vier · 
Vier zonder · 
Lichte vier zonder · 
Vier met · 
Acht · 
Lichte acht